# Llucmajor (stacja metra)
Llucmajor – stacja metra w Barcelonie, na linii 4. Stacja została otwarta w 1982.